# Notte di perdizione
Notte di perdizione (Night Without Sleep) è un film statunitense del 1952 diretto da Roy Ward Baker.

## Trama
Dopo una notte in cui si è sbronzato fino a perdere conoscenza, il musicista Richard Morton si sveglia con la lancinante impressione di aver assassinato una donna. Messo già in guardia dal suo analista, il dottor Clarke, per la tendenza a ubriacarsi e per la latente aggressività nei confronti del genere femminile, Richard ripassa quindi in rassegna i rapporti che intrattiene con le tre donne più importanti della sua vita per scovarvi eventuali moventi per un omicidio. La moglie Emily, ricca e scostante, lo disprezza per la sua dipendenza dall'alcool; l'amante Lisa, possessiva e morbosamente gelosa, gli ha fatto di recente una violenta scenata in un locale pubblico; Julie, l'attrice cinematografica da cui si sente attratto, non lo conosce ancora a fondo e lui teme di aver perso il controllo durante il loro ultimo incontro. Convinto che Emily sia andata fuori città e comprensibilmente sollevato nello scoprire che Lisa gode ottima salute, si ritiene libero di rifarsi una vita con Julie che è in partenza per Londra, ma disgraziatamente scopre in camera da letto il cadavere di Emily, da lui uccisa in uno scoppio d'ira, e va a costituirsi alla polizia.

## Produzione
Il soggetto originale di Elick Moll, intitolato Purple like Grapes, fu pubblicato sotto forma di novella sulla rivista Cosmopolitan nel giugno 1949. Diventato una sceneggiatura cinematografica, firmata anche da Frank Partos, attirò l'interesse del regista Edmund Goulding che il 3 agosto 1949 annunciò di volerne dirigere una riduzione cinematografica che avrebbe avuto come protagonista Tyrone Power, affiancato da Susan Hayward in uno dei tre principali ruoli femminili, ma il progetto non fu realizzato. Il 4 novembre 1949 fu annunciato che il protagonista maschile sarebbe stato Richard Basehart, ma anche stavolta il progetto fu accantonato per poi vedere finalmente la luce tre anni più tardi con Gary Merrill, allora coniugato con Bette Davis, nel ruolo del compositore Richard Morton. La regia fu affidata all'inglese Roy Ward Baker, in trasferta a Hollywood per tre film prodotti dalla 20th Century Fox, uno dei quali intitolato La tua bocca brucia e interpretato da Marilyn Monroe in uno dei suoi rari ruoli drammatici. Nel ruolo di Lisa, una delle tre principali figure femminili, recita l'attrice e cantante tedesca Hildegard Knef che è accreditata nei titoli di testa come Hildegarde Neff, una modifica anglicizzata del suo vero nome, ritenuta dai produttori di Hollywood più facile da capire per gli spettatori statunitensi.